# Mount Douglas, Viktorias land
Mount Douglas är ett berg i Östantarktis. Nya Zeeland gör anspråk på området. Toppen på Mount Douglas är 1 750 meter över havet.
Terrängen runt Mount Douglas är huvudsakligen kuperad, men åt sydväst är den bergig. Trakten är obefolkad. Det finns inga samhällen i närheten.